# Marcus Deml
Marcus Nepomuc Deml (* 9. August 1967 in Prag) ist ein deutscher Gitarrist, Studiomusiker und Gründer der Bands Errorhead, Electric Outlet  und The Blue Poets. Er studierte am Musicians Institute in Los Angeles Gitarre, war bis zum Jahr 1993 als Live- und Studiogitarrist in den USA tätig und wirkte, nach seiner Rückkehr nach Deutschland, an zahlreichen Chartproduktionen mit. Mit seiner eigenen Band Errorhead veröffentlichte er sechs Alben. Vom US-amerikanischen Magazin Guitar Player wurde er unter die Top drei der „Guitar Heroes“ des Jahres 2005 gewählt und ihm der Guitar Hero Award verliehen. Im selben Jahr erhielt er eine Auszeichnung in der Rock and Roll Hall of Fame in Cleveland.

## Biografie
Ein Jahr nach seiner Geburt emigrierte seine Familie aus der Tschechischen Republik nach Österreich, zog allerdings ein Jahr später nach Deutschland. Ab 1977 wuchs Marcus Deml in Frankfurt am Main auf, wo er auch zum ersten Mal mit der Gitarre in Berührung kam. Im Alter von 12 Jahren begann er, beeinflusst von Musikern wie Jimi Hendrix oder Ritchie Blackmore, täglich Gitarre zu üben und wandte sich im Alter von fünfzehn Jahren dem Jazz zu. Erste Live-Erfahrungen sammelte er zu dieser Zeit mit einer Schülerband. Im Jahr 1986 begann er am renommierten G.I.T., der Gitarrenabteilung des Musicians Institute in Los Angeles, ein Gitarrenstudium, wo er nach seinem Diplom im Jahr 1988 als Dozent wirkte. Da er jedoch trotz zahlreicher Buchungen als Live- und Sessiongitarrist keine dauerhafte Arbeitserlaubnis in den USA erhielt, kehrte er 1993 nach Deutschland zurück. Im Jahr 1994 nahm er mit dem Ambient-Projekt Earth Nation das Album „Thoughts in past future“ auf und gastierte damit noch im selben Jahr beim Montreux Jazz Festival. 1995 war er Tourgitarrist der kanadischen Band Saga. Als Studiogitarrist arbeitete er ab Mitte der 90er Jahre unter anderem für Nena, Snap!, Kingdom Come, oder das Rödelheim Hartreim Projekt. Außerdem arbeitete er im Studio bzw. live u. a. mit dem Toto-Sänger Bobby Kimball, Rick Astley, Billy Sheehan, Grooveminister, Saga-Sänger Michael Sadler, Simon Collins, Carmine Appice, Randy Jackson, Laith Al-Deen, Moses Pelham, The Inchtabokatables, Michael Sagmeister, Victor Smolski, Achim Reichel und Lotto King Karl zusammen.
1995 verließ er Earth Nation und entwickelte sein eigenes Band-Projekt Errorhead, mit dem er im Jahr 1998 das Album „Sat 9002.2“ veröffentlichte. 2004 folgte das techno-beeinflusste Instrumental-Album „ErrorRhythm“ von Errorhead. 2006 gründete er die Jazz/Fusion Band Electric Outlet. 2008 veröffentlichte Errorhead das eher rocklastige „Modern Hippies“, auf dem mit Robbie Smith erstmals ein Sänger mitwirkte. Seit diesem Album war aus dem Soloprojekt mit wechselnden Begleitmusikern ein festes Bandgefüge geworden, dem außer Deml noch der Bassist Frank Itt und der Schlagzeuger Zacky Tsoukas angehörten. Nur der Sänger wechselte danach noch mehrfach.
2013 trat Deml zusammen mit dem Bassisten Markus Setzer als Duo M2 auf. Nachdem Errorhead 2014 ihr letztes Album „Evolution“ veröffentlicht hatten, löste Deml 2016 das Projekt auf und gründete sein neues Projekt The Blue Poets, mit dem er am 9. September 2016 das gleichnamige Debütalbum herausbrachte. Außer Marcus Deml gehören der Band noch der Bassist Phil Steen, der Schlagzeuger Felix Dehmel und der australische Sänger Gordon Grey an.
Marcus Deml wirkt auch als Gitarrendozent an der Hamburg School of Music und unterrichtet im Rahmen seiner „Big Foot Guitar Academy“ in Hamburg. Er ist zudem Gastdozent an der NewMusicAcademy in Offenbach am Main. Deml gründete zudem 2016 das Musiklabel Triple Coil Music, um – nach eigenem Bekunden – „Musik ohne kreative Einschränkungen zu unterstützen“.

## Einflüsse und Stil
Als Haupteinflüsse und „All-Time-Favourite“-Musiker gibt Deml neben Gary Moore auch Allan Holdsworth an. Aus seinem Spiel lassen sich jedoch auch typische Spielweisen und -techniken der L.A.-Szene der 1980er und 1990er Jahre heraushören – damals galten Studiogitarristen wie Steve Lukather, Larry Carlton, Dann Huff oder Michael Landau als stilprägend.
Demls Spiel weist durchaus typische Blues- und Rockelemente à la Jimi Hendrix oder Stevie Ray Vaughan auf, zeichnet sich aber auch durch jazzlastiges Skalen- und Arpeggiospiel aus. Marcus Deml setzt oft eine Vielzahl von Effektgeräten ein, die seinen Gitarrensounds atmosphärische Facetten verleihen. Auch verbindet Deml auf seinen eigenen Aufnahmen oft elektronische Elemente wie Drumcomputer, Synthesizer etc. mit Gitarrensounds. Vor allem das Album "ErrorRhythm" ist dabei hervorzuheben, auf dem sich gewissermaßen eine Symbiose aus Techno-Anleihen und E-Gitarren-Klängen findet.
Insgesamt ist Marcus Deml ein technisch und theoretisch hochversierter Spieler, der nicht auf eine einzelne Stilistik zu beschränken ist. Gerade die Arbeit als Studiomusiker verhalf ihm zu einem breiten stilistischen Repertoire.

## Equipment
Marcus Demls Gitarren sind meist Fender Stratocaster Modelle und Stratocaster-ähnliche Instrumente, die oft mit anderen Tonabnehmern modifiziert sind. Als Endorser für Fender Guitars führte er europaweite informationelle Musikveranstaltungen (sog. Clinics) durch. Als Gitarrenverstärker benutzt Deml fast ausschließlich Modelle der deutschen Firma TubeThomsen, von der auch ein Marcus-Deml-Signature-Modell, der TubeThomsen Errorhead, erhältlich ist.

## Diskografie

### Solo
2021 Healing Hands (Triple Coil Music)

### Mit Earth Nation
- 1994: Thoughts in Past Future (Eye Q  Records)
- 1994: Alienated (Single, Eye Q  Records)
- 1994: Falling Tears (Single, Eye Q  Records)
- 1994: Live at the Montreux Jazz Festival

### Mit Errorhead
- 1998: Sat. 9002.2 (BMG)
- 1999: The Other Side (Single, BMG)
- 2004: ErrorRhythm (Soulfood)
- 2008: Modern Hippie (Lion Music)
- 2010: Modern Hippies Live At Your Home (Live-DVD, Triple Coil Music)
- 2010: Modern Hippies Live (live album, Triple Coil Music)
- 2012: Organic Pill (Rock The Earth)
- 2014: Evolution (Lighthouse Records)

### Mit Electric Outlet
- 2006: On! (Lion Music)

### Mit The Blue Poets
- 2016: The Blue Poets (Triple Coil Music)
- 2018 Live Power (Triple Coil Music)
- 2019: All It Takes (Triple Coil Music)

### Als Studiomusiker (Auszug)
Insgesamt wirkte Marcus Deml bereits auf über 300 Studioproduktionen mit, sodass ein vollständiger Überblick nahezu unmöglich ist. Ein Auszug:
- Nena: Und alles dreht sich (1994)
- Snap!: Welcome To Tomorrow (1994)
- Bobby Kimball: Rise Up (1995)
- Pat Mears; Delton +Lucky (1995)
- Kingdom Come: Twilight Cruiser (1995)
- Rödelheim Hartreim Projekt: Live aus Rödelheim (1995)
- Rödelheim Hartreim Projekt: Zurück nach Rödelheim (1996)
- Kingdom Come: Master Seven (1997)
- Michael Sadler: Back Where You Belong (1998)
- Lotto King Karl: Die alte S-Klasse (1999)
- Laith Al-Deen: Melomanie (2002)
- Emmi B. Larsen: I Just To Try (2002)
- Chris Lindner: Groovin' Bone Guitar (2004)
- Michael Sadler: Clear (2004)
- Victor Smolski: Majesty & Passion (2004)
- Simon Collins: Time for Truth (2005)

## Musikvideos

### Mit Errorhead
- 2009: Connected (live)
- 2009: Heaven (live)
- 2009: 99 (live)
- 2010: Northern Lights (live)
- 2010: Little Wing (live)
- 2011: Táta
- 2012: „One of These Days“ Live at the Music Hall
- 2012: „99“ Live at the Music Hall
- 2012: „Let Me Get Down“ Live at the Music Hall
- 2012: „Táta“ Live at the Music Hall
- 2012: Song for Gary Moore (live)
- 2013: Watch my Cloud (live)
- 2014: Scream (People like us)
- 2014: Hideaway

### Mit The Blue Poets
- 2017: Goodbye
- 2017: With Your Eyes
- 2017: Alien Angel (live)
- 2017: Sunshine of your Love (live rehearsel)
- 2017: Pretty Woman (live rehearsel)
- 2017: Won't You Suffer (live rehearsel)

### Mit Duo M2
- 2013: „99“ Live@Kultbahnhof

## Pressestimmen
„"Made in Germany" muss musikalisch kein schlechtes Gütesiegel sein, das beweist "Errorhead". Wenn man das ganze im Kontext des Veröffentlichungszeitpunkts 1998 sieht, darf man - ganz im Gegensatz zu vielen anderen musikalischen Produkten dieses Landes - ohne Übertreibung von Innovation sprechen.“

„So erstaunlich das für mich selbst auch klingen mag, aber "Error Rhythm" ist ein interessantes, abwechslungsreiches Album, das ich mir sogar am Stück anhören kann, was bei Instrumentalscheiben alles andere als die Regel ist. Man muss kein Gitarrenfuzzi sein, um sich das Teil zuzulegen, aber irgendwie hilft's natürlich schon.“

„Das Album ist nämlich im Konzert der neueren CD-Veröffentlichungen wirklich ein kleines Schwergewicht und damit empfehlenswert für alle Über-den Tellerrand-Hinausgucker – Progfans übrigens eingeschlossen!“

„Das Erstaunliche bei alldem ist aber definitiv, dass der Gitarrist seinen gewaltigen Anspruch immerzu den Songs unterordnet. Die Songs von "Modern Hippie" ufern in keinster Weise aus und zeichnen sich insgesamt durch eine angenehme Kompaktheit aus, die man gerade in diesem Genre eher selten antrifft.“

„Errorhead begeistert durch Souveränität. Die Gitarre ist das Leitinstrument auf der Platte. "Organic Pill" ergeht sich in keiner Selbstdarstellung, sondern ist Musik für den Konsumenten und davon sollte es reichlich geben.“

„"Evolution" macht ohne Abstriche Freude. Keine Durchhänger, keine Langeweile, keine Plattheiten und kein Schmalz. Nichts trübt das Hörvergnügen.“

„The Blue Poets bieten höchst emotionalen, zeitgenösssischen [sic] wie klassisch klingenden Bluesrock auf sehr hohem Niveau, sowohl was das Kompositorische angeht als auch im Spielerischen, was angesichts der Beteiligten niemanden überraschen dürfte. "The Blue Poets" ist keine piekfeine Mainstream-Geschichte, sondern hat bei aller Souveränität hinreichend Schmutz unter den Fingernägeln.“

## Trivia
Die Single The Other Side enthält einen Spiegel, um dem Zuhörer „die andere Seite“ zu zeigen.
Marcus Deml gehörte im Jahr 2011 zusammen mit Uli Jon Roth, Thomas Barth und Mickey Meinert der Jury des „Robert Johnson Guitar Awards“ an, dessen Schirmherr Otto Waalkes war.